# Faces (film)
Faces is een Amerikaanse dramafilm uit 1968 onder regie van John Cassavetes.

## Verhaal
Richard Frost verlaat op een nacht zijn vrouw Maria voor de jongere Jeannie Rapp. Intussen  wordt Maria verliefd op Chet.

## Rolverdeling
| Acteur              | Personage      |
| ------------------- | -------------- |
| John Marley         | Richard Forst  |
| Gena Rowlands       | Jeannie Rapp   |
| Lynn Carlin         | Maria Forst    |
| Fred Draper         | Freddie Draper |
| Seymour Cassel      | Chet           |
| Val Avery           | Jim McCarthy   |
| Dorothy Gulliver    | Florence       |
| Joanne Moore Jordan | Louise Draper  |
| Darlene Conley      | Billy Mae      |
| Gene Darfler        | Joe Jackson    |
| Elizabeth Deering   | Stella         |